# Karl Zsigmondy
Karl Ernst Zsigmondy (* 27. März 1867 in Wien; † 14. Oktober 1925 ebenda) war ein österreichischer Mathematiker und Hochschullehrer. Er war Rektor der Technischen Hochschule Wien.

## Leben
Karl Zsigmondy besuchte zuerst das Gymnasium in Hernals, ab 1886 studierte an der Universität Wien Mathematik, wo er 1890 mit einer Dissertation Über die Eigenschaften der Binominalreihe und einige Auswirkungen derselben zum Dr. phil. promovierte. Zu seinen Lehrern zählten unter anderem Gustav von Escherich, Emil Weyr und Josef Stefan. Nach der Promotion ging er 1891 an die Universität Berlin um sich bei Leopold Kronecker dem Studium der Zahlentheorie zu widmen. Nach Kroneckers Tod wechselte er zu Felix Klein an die Universität Göttingen, später an die Pariser Sorbonne. 1893 kehrte er nach Wien zurück, im darauffolgenden Jahr habilitierte er sich an der Universität Wien für Mathematik.
Von 1895 bis 1901 war er Assistent bei Emanuel Czuber an der Lehrkanzel für Mathematik der Technischen Hochschule Wien, ab 1902 war er dort außerordentlicher Professor. 1905 wurde er als ordentlicher Professor der Mathematik an die Deutsche Technische Hochschule Prag berufen. Nach der Emeritierung von Moritz Allé kehrte er 1906 wieder nach Wien zurück, wo er bis zu seinem Tod im Jahre 1925 Vorstand der Lehrkanzel für Mathematik I (bis 1921) bzw. II (ab 1921) war. Zu seinen Assistenten zählte Hermann Rothe. In den Studienjahren 1916/17 und 1917/18 sowie 1920/21 war er Dekan der Allgemeinen Abteilung, im Studienjahr 1918/19 wurde er zum Rektor der Technischen Hochschule Wien gewählt. 
1921 wurde er zum Hofrat ernannt. Nach ihm wurde ein Theorem der Zahlentheorie benannt.
Sein Bruder Richard Zsigmondy erhielt 1925 den Nobelpreis für Chemie, seine Brüder Emil und Otto waren Bergsteiger und Mediziner. Deren gemeinsamer Vater war der Zahnarzt Adolph Zsigmondy.
Karl Zsigmondy starb 1925 im Alter von 58 Jahren und wurde am Evangelischen Friedhof Simmering bestattet.

## Publikationen (Auswahl)
- Zur Theorie der Potenzreste. In: Monatshefte für Mathematik und Physik. Bd. 3, 1892, S. 265–284, doi:10.1007/BF01692444.
- Notiz über einige Kriterien für gewisse in bestimmten linearen Formen enthaltene Primzahlen. In: Monatshefte für Mathematik und Physik. Bd. 4, 1893, S. 79–80, doi:10.1007/BF01700288.
- Über einige allgemein gültige, additiv gebildete Kriterien für Primzahlen. In: Monatshefte für Mathematik und Physik. Bd. 5, 1894, S. 123–128, doi:10.1007/BF01691595.
- Beiträge zur Theorie Abel'scher Gruppen und ihrer Anwendung auf die Zahlentheorie. In: Monatshefte für Mathematik und Physik. Bd. 7, 1896, S. 185–290, doi:10.1007/BF01708491.
- Über wurzellose Congruenzen in Bezug auf einen Primzahlmodul. In: Monatshefte für Mathematik und Physik. Bd. 8, 1897, S. 1–42, doi:10.1007/BF01696261.